# Tevnia jerichonana
Tevnia jerichonana är en ringmaskart som beskrevs av Jones 1985. Tevnia jerichonana ingår i släktet Tevnia och familjen skäggmaskar. Inga underarter finns listade i Catalogue of Life.